# Isabelle von Siebenthal
Isabelle von Siebenthal (* 4. Oktober 1957 in Saanen/Gstaad) ist eine Schweizer Schauspielerin und Tänzerin.

## Leben
Isabelle von Siebenthal wurde in New York, Monaco und Genf zur Balletttänzerin ausgebildet. Nach dreijährigen Engagements als Tänzerin besuchte sie die Schauspielschule in Nizza. Sie hatte Bühnenengagements in Luzern, Hannover und Hamburg.
Als Fernsehschauspielerin machte sich Isabelle von Siebenthal seit Mitte der 1990er-Jahre einen Namen durch ihre Mitwirkung in zahlreichen Serien, unter anderem in Für alle Fälle Stefanie, Dr. Stefan Frank – Der Arzt, dem die Frauen vertrauen, Großstadtrevier, Die Wache, Liebling Kreuzberg, Tessa – Leben für die Liebe oder Sturm der Liebe. Bei den Dreharbeiten zur Serie Lüthi und Blanc lernte sie auch ihren späteren Ehemann Hans Schenker kennen. Das Paar lebt in Nizza.

## Filmografie
- 1994: Einsatz für Lohbeck (Fernsehserie, 1 Folge)
- 1995: Frauenarzt Dr. Markus Merthin (Fernsehserie, 1 Folge)
- 1995: Zwischen Tag und Nacht
- 1995–1996: Für alle Fälle Stefanie (Fernsehserie, 25 Folgen)
- 1996: Feuerbach
- 1996–1998: Dr. Stefan Frank – Der Arzt, dem die Frauen vertrauen (Fernsehserie)
- 1997: Alphateam – Die Lebensretter im OP (Fernsehserie, 1 Folge)
- 1997: OP ruft Dr. Bruckner (Fernsehserie, 1 Folge)
- 1997: Little White Lies (Kurzfilm)
- 1997: Parkhotel Stern (Fernsehserie, 2 Folgen)
- 1997: Liebling Kreuzberg (Fernsehserie, 2 Folgen)
- 1997–1998: Die Schule am See (Fernsehserie, 15 Folgen)
- 1998: Im Namen des Gesetzes (Fernsehserie, 1 Folge)
- 1998: Unser Charly (Fernsehserie, 1 Folge)
- 1998: Hallo, Onkel Doc! (Fernsehserie, 1 Folge)
- 1998: Geraubte Unschuld
- 1999: SOKO München (Fernsehserie, 1 Folge)
- 1999: Die Wache (Fernsehserie, 1 Folge)
- 1999: Die Honigfalle – Verliebt in die Gefahr
- 1999–2007: Lüthi und Blanc (Fernsehserie, alle Folgen)
- 1999: S.O.S. Barracuda: Der Tod spielt Roulette (Fernsehfilm)
- 2000: Großstadtrevier (Fernsehserie, 1 Folge)
- 2000: Herzschlag – Das Ärzteteam Nord (Fernsehserie, 2 Folgen)
- 2001: Tod durch Entlassung
- 2002–2004: In aller Freundschaft (Fernsehserie, 2 Folgen, verschiedene Rollen)
- 2005–2006: Tessa – Leben für die Liebe (Fernsehserie, 114 Folgen)
- 2005–2008: Die Rosenheim-Cops (Fernsehserie, 2 Folgen, verschiedene Rollen)
- 2007: Hallo Robbie! (Fernsehserie, 1 Folge)
- 2007–2008: Sturm der Liebe (Fernsehserie, 156 Folgen)
- 2011: Herzflimmern – Die Klinik am See (Fernsehserie, 1 Folge)
- 2018: WaPo Bodensee (Fernsehserie, Folge: Abgerutscht)